# 憨山德清
憨山德清（1546年11月5日—1623年1月15日），俗姓蔡，字澄印，號憨山，法號德清，謚弘覺禪師，南直隸全椒（今屬安徽）人，明朝佛教比丘，傳承臨濟宗，為明代禪宗復興的重要人物，與紫柏真可是至交，為明末明末四大高僧之一。

## 生平
憨山法師生于1546年（明世宗嘉靖25年）10月12日，幼年懷出家之志，11歲時至報恩寺西林永寧法師門下，誦習佛經，兼通儒學、道家。
19歲時謁見棲霞山雲谷法會禪師，讀《中峰廣錄》，決心參禪，返回報恩寺剃髮出家。因讀《華嚴玄談》，崇拜清涼澄觀法師為人，自字澄印。
1586年，致信紫柏真可，兩人在即墨相遇，相談一晚，從此成為一生至交。
1590年（万历18年），建成海印寺。1595年（萬曆23年），因涉入朝廷政爭，以私修廟宇之罪入獄，流放廣東雷州。紫柏真可在北京奔走，企圖為他平反，引起朝野議論，但真可在搭救憨山的過程，陷入第二次妖書案，遭東廠錦衣衛拷打，傷重圓寂。
憨山德清的全身舍利收藏在韶關曲江曹溪寺（今南華寺）。
憨山大師世壽七十八歲高齡，僧臘長達五十九年。 
憨山曾自敍年譜《年譜實錄》，後來經由錢謙益、吳應賓、陸夢龍等分別根據《年譜實錄》撰成了《大明海印憨山大師廬山五乳峰塔銘》、《大明廬山五乳峰法雲禪寺、前中興曹溪、嗣法憨山大師塔銘有序》、《憨山大師傳》等，由陸夢龍作傳、吳應賓及錢謙益作塔銘。

## 著作
門人收集他的著作，編為《憨山老人夢遊集》 共五十五卷。
- 卷一：含錢謙益之序文、憨山老人自贊等四篇文章。
- 卷二至卷十二：為憨山對當時佛門緇素所開示之法語。
- 卷十三至卷十八：書信。
- 卷十九至卷二十二：序文。
- 卷二十三至卷二十六：記。為佛寺記文，及遊記等。
- 卷二十七至卷三十：塔銘、傳記二十餘篇。
- 卷三十一至卷三十八：題跋、讚頌等。
- 卷三十九至卷四十：仿世學之古文、疏文、祭文等。
- 卷四十一至卷四十三：為《楞嚴》、《法華》等經之疏釋。
- 卷四十四至卷四十六：為作者對《大學》、老莊及佛教淨土教義之論說與義理發揮。
- 卷四十七至卷四十九：詩集。
- 卷五十至卷五十二：曹溪中興錄及其他開示。
- 卷五十三至卷五十四：自序年譜。
- 卷五十五：含吳應賓、錢謙益等人所撰之憨山塔銘、傳記、輓詩等。
- 《明史‧藝文誌》錄有《華嚴法界境》一卷 [2]
- 《楞嚴通義》十卷
- 《法華通義》七卷
- 《觀楞伽記》四卷
- 《肇論略注》三卷
- 《憨山緒論》一卷
- 《楞伽補遺》二卷
- 《華嚴經綱要》八十卷
- 《法華擊節》二卷
- 《大乘起信論疏略》四卷
- 《曹溪通誌》四卷

《大佛頂首楞嚴經通議》明南嶽沙門憨山釋德清 述
- 《楞伽筆記》 [1]
- 《華嚴綱要》
- 《楞嚴懸鏡》
- 《法華擊節》
- 《楞嚴經、法華經通義》
- 《起信唯識解》

## 外部連結
- 憨山大師的一生  （页面存档备份，存于）
- 金剛決疑　憨山大師著  （页面存档备份，存于）
- 般若波羅蜜多心經直說憨山大師述  （页面存档备份，存于）
- 憨山大師醒世歌 （页面存档备份，存于）

https://www.budaedu.org/#/books/search （页面存档备份，存于）   (書名:華嚴經綱要 佛陀教育基金查詢書號: CH342-45)